# Bonaldo Stringher
Bonaldo Stringher (Udine, 18 dicembre 1854 – Roma, 24 dicembre 1930) è stato un politico ed economista italiano, prima Direttore generale e poi primo Governatore della Banca d'Italia dal 1900 fino alla morte.

## Biografia
Nato da una modesta famiglia emigrata a Udine da Conegliano, riuscì a diplomarsi in economia presso la Scuola superiore di Commercio di Venezia, l'odierna Ca' Foscari. Si diploma nel 1874, e l'anno seguente viene assunto dall'Ufficio statistico del Ministero dell'agricoltura, industria e commercio, presso il quale completa la sua formazione e inizia a interessarsi di credito bancario. 
Nel 1888 divenne libero docente di Scienza delle finanze all'Università di Roma. Fu eletto deputato nel 1900 e divenne Direttore generale della Banca d'Italia nel novembre dello stesso anno. Nel 1901 fu nominato socio dell'Accademia Nazionale dei Lincei. Nel 1919, succedendo a Francesco Saverio Nitti, fu ministro del Tesoro nel governo presieduto da Vittorio Emanuele Orlando.
Nel 1928, quando venne istituita questa carica, e fino alla sua morte nel 1930, fu il primo Governatore della Banca d'Italia. I trent'anni nei quali, con ruoli diversi, diresse l'Istituzione, richiesero un grande impegno per le difficili questioni di quel lungo periodo: lo sviluppo industriale nazionale, le esigenze finanziarie della Grande guerra e l'inflazione successiva, l'unificazione del potere di emettere moneta. Scrisse numerose opere di carattere prevalentemente finanziario.

### Alla guida della Banca d'Italia

#### La nascita della Banca Centrale
Stringher nel 1893 da Direttore generale del Ministero del Tesoro coordina gli studi che porteranno alla definizione della Legge Bancaria che sancisce la costituzione della Banca d'Italia..
Dopo una breve parentesi politica viene chiamato alla guida del nuovo istituto con il ruolo di Direttore Generale. L'Istituto in quegli anni non svolge le funzioni tipiche di una Banca Centrale, ma si limita all'emissione di valuta in regime di concessione ed alla gestione della circolazione monetaria e della tesoreria del Paese.
Mentre porta a compimento questa trasformazione, riesce, sostenuto da un periodo favorevole dell'economia, a modernizzazione del sistema finanziario ed a sostenere il processo di industrializzazione. Attua politiche di sostegno della valuta nazionale controllando l'emissione di moneta, ed esercitando appieno il ruolo di gestore della politica monetaria tipico di ogni banche centrale moderna. Sempre nel 1906 la Banca d'Italia gestisce la conversione della Rendita italiana, operazione che movimenterà otto miliardi di lire (pari a 32 miliardi di euro al cambio odierno) per il ritiro e la sostituzione di titoli del debito pubblico. Nel 1907, rafforza il ruolo della Banca rendendola il prestatore di ultima istanza per il sistema creditizio nazionale.
Negli anni dei conflitti in Libia e della prima guerra mondiale sostiene il Tesoro attraverso un aumento dell'emissione di moneta, tramite il collocamento dei prestiti di guerra e gestendo le operazioni finanziarie con l'estero. Nel 1914, viene varato il monopolio statale dei cambi e nel 1917 questo compito è affidato all'Istituto nazionale cambi, presieduto dallo stesso Stringher. La fine della guerra coincide con un periodo difficile per l'economia italiana e per la finanza che aveva sostenuto l'industria in tempo di guerra. La Banca d'Italia esercita il ruolo di prestatore di ultima istanza impedendo il fallimento dell'Ansaldo e il Banco di Roma, ma non può impedire nel 1921 il fallimento della Banca italiana di Sconto.

#### Gli anni del regime fascista
L'avvento del regime fascista segna l'inizio di un periodo difficile per la Banca d'Italia che deve preservare la propria autonomia messa a repentaglio dall'azione del Ministro delle Finanze e del Tesoro Alberto de Stefani. Il Ministro persegue l'obiettivo del pareggio del bilancio statale e contrasta l'operato di Stringher, che invece cerca di sostenere l'economia nazionale con una politica monetaria espansiva, necessaria per sostenere la domanda di credito proveniente dal settore privato.
Sin dal 1922 la lira stava subendo una forte svalutazione, che aveva un effetto positivo sull'export, ma peggiorava il deficit commerciale italiano. Per sanare questo squilibrio nel 1925 De Stefani avvia una stretta monetaria finalizzata alla stabilizzazione della lira. Di conseguenza per raggiungere questo obiettivo chiede alla Banca d'Italia e agli istituti di emissione di distruggere parte delle banconote in loro possesso. All'opposto Stringher immette nuova liquidità, temendo un peggioramento della crisi del mercato borsistico già in atto da alcuni anni. Segue un periodo di forte tensione che culmina con il tentativo, fallito, di rimozione di Stringher dalla guida della Banca d'Italia e con la destituzione di De Stefani ad opera di Mussolini nel luglio 1925. Gli anni seguenti saranno caratterizzati da una linea piuttosto accomodante nei confronti del regime e da un profilo istituzionale molto discreto.
Nel 1926 non si oppone alla decisione del Ministro delle Finanze, Giuseppe Volpi di rivalutare la lira e di stabilizzare la nuova parità aurea della lira rendendo di nuovo possibile la convertibilità in oro o in divise estere convertibili (gold exchange standard). Questa azione, oltre a presentare rischi deflattivi, ha effetti pesanti sull'economia che entra in una pesante fase recessiva. Il Governo contemporaneamente decide un rafforzamento dei poteri della Banca d'Italia che assume il ruolo di monopolista delle emissioni della lira. Sempre nel 1926 viene varata una legge per la tutela del risparmio, il primo embrione della funzione di vigilanza creditizia sul sistema nazionale. Le banche, per tutelare la stabilità del sistema finanziario, devono detenere un capitale minimo ed essere sottoposte al controllo della Banca d'Italia. Quest'ultimo tassello, la vigilanza, completa la trasformazione dell'Istituto da “banca di circolazione” a banca centrale ed organo di controllo del sistema creditizio italiano.

#### Nomina a Governatore della Banca d'Italia
Nel 1928 viene approvato il nuovo statuto della Banca d'Italia, che istituisce la figura del Governatore, posto al vertice del Direttorio (composto da Governatore, Direttore generale, Vicedirettore generale). Stringher occupa per primo questo nuovo ruolo fino alla sua morte il 24 dicembre 1930, a lui succede Vincenzo Azzolini.

### Attività presso l'Istituto Nazionale delle Assicurazioni
A Stringher, Giovanni Giolitti e Francesco Saverio Nitti affidano l'incarico di disegnare e presiedere dal 1912, l'Istituto Nazionale delle Assicurazioni (INA). Questo nuovo ente pubblico ha il monopolio delle assicurazioni sulla vita. Stringher ricopre la carica di presidente dell'INA fino al 1923.

## Tributi alla memoria
La Banca d'Italia, per ricordare la memoria di personaggi illustri quali Bonaldo Stringher, Giorgio Mortara e Donato Menichella, conferisce annualmente delle borse di studio. Quella in memoria di Stringher premia neolaureati interessati a svolgere attività di ricerca, in Italia o all'estero nel campo dell'economia politica e della politica economica..
A lui è dedicato l'istituto alberghiero, commerciale, turistico (IPSSARTC) di Udine, e una via a Roma, nella zona di Vigna Clara.

## Opere
(elenco parziale)
- Sulla estinzione del corso forzoso agli Stati Uniti, Roma, Tipografia eredi Botta, 1879.
- La questione monetaria in Italia in rapporto all'abolizione del corso forzato, Roma, Tip. Bodoniana, 1882.
- Note di statistica e legislazione comparata intorno alla circolazione monetaria nei principali stati, Roma, Tipografia eredi Botta, 1883.
- La politica doganale negli ultimi trent'anni : prelezione al corso di legislazione comparata delle Dogane nell'Università di Roma, Bologna, Tipografia Fava e Garagnani, 1889.
- Su la bilancia dei pagamenti fra l'Italia e l'estero, Roma, Tipografia nazionale di G. Bertero e C., 1912.
- Memorie riguardanti la circolazione e il mercato monetario, Roma, Tipografia della Banca d'Italia, 1925. Riedito nella collezione "Scrittori italiani della moneta e della banca", dalla UTET, Edizioni di Banche e banchieri, 1993. ISBN 88-7750-239-8
- Unificazione dell'emissione e deflazione cartacea, Roma, Tipografia della Banca d'Italia, 1926.
- Banca finanza e industria in Italia: in una corrispondenza tra Bonaldo Stringher e Giuseppe Toeplitz (1919-1930), a cura di Diomede Ivone, Soveria Mannelli, Rubbettino, 2005.

## Archivio
La documentazione prodotta da Stringher durante il periodo della sua attività in INA (1912 - 1922) è conservata nel fondo Bonaldo Stringher.